# Кій (Люблінське воєводство)
Кій (пол. Kij) — село в Польщі, у гміні Станін Луківського повіту Люблінського воєводства.
Населення — 133 особи (2011).
У 1975-1998 роках село належало до Седлецького воєводства.

## Демографія
Демографічна структура станом на 31 березня 2011 року:
|          | Загалом | Допрацездатний вік | Працездатний вік | Постпрацездатний вік |
| -------- | ------- | ------------------ | ---------------- | -------------------- |
| Чоловіки | 64      | 19                 | 39               | 6                    |
| Жінки    | 69      | 18                 | 37               | 14                   |
| Разом    | 133     | 37                 | 76               | 20                   |